# 사토 신지 (음악가)
사토 신지 (佐藤伸治, 1966년 2월 16일 ~ 1999년 3월 15일)는 일본의 음악인이다. 밴드 피쉬만즈의 멤버로서 보컬과 기타를 맡으며 활동하였다. 메이지가쿠인 대학을 졸업했으며, 혈액형은 A형이었다.
고등학교 재학 때부터 록밴드를 결성해 활동하고 있었다. 메이지가쿠인 대학 재학 중에 가입한 서클 '송 라이츠'내에서도 여러 밴드를 결성했다. 처음에는 드럼을 담당하고 있었다.
1987년 송 라이츠 내부에서 '피쉬만즈'를 결성해 활동에 나섰으며, 대학 졸업후에도 활동을 계속하고 1991년에는 메이저 데뷔하였다. 1999년 3월 15일 3시 55분 도쿄의 한 병원에서 심부전으로 사망하였다. 피쉬만즈는 사토 신지의 사망 이후 해체되었다.